# Якушкина, Лидия Ивановна
Лидия Ивановна Якушкина (укр. Лідія Іванівна Якушкіна; 1 марта 1924 год, село Городище — дата смерти не известна, Подволочиск, Тернопольская область) — председатель колхоза имени Александра Пархоменко Подволочисского района Тернопольской области. Герой Социалистического Труда (1971). Член Ревизионной комиссии КПУ (1971—1981).

## Биография
Родилась 1 марта 1924 года в крестьянской семье в селе Городище (сегодня — Белоцерковский район Киевской области). В 1945 году окончила сельскохозяйственный техникум. Работала агрономом в Киевской области.
С 1953 года — агроном, председатель колхоза имени Александра Пархоменко города Скалат Подволочисского района Тернопольской области.
В 1956 году вступила в КПСС. Окончила Высшую партийную школу при ЦК КПУ.
В 1971 году была удостоена звания Героя Социалистического Труда за выдающиеся трудовые успехи. Избиралась делегатом XXV съезда КПУ.
С июня 1973 по 1983 год — председатель исполнительного комитета Подволочисского районного совета народных депутатов Тернопольской области. Избиралась председателем Подволочисского районного комитета профсоюза работников сельского хозяйства.
После выхода на пенсию проживала в посёлке Подволочиск.

## Награды
- Герой Социалистического Труда — указом Президиума Верховного Совета СССР от 8 апреля 1971 года
- Орден Ленина — дважды
- Орден Трудового Красного Знамени — дважды